# Bakay Lajos (sebész)

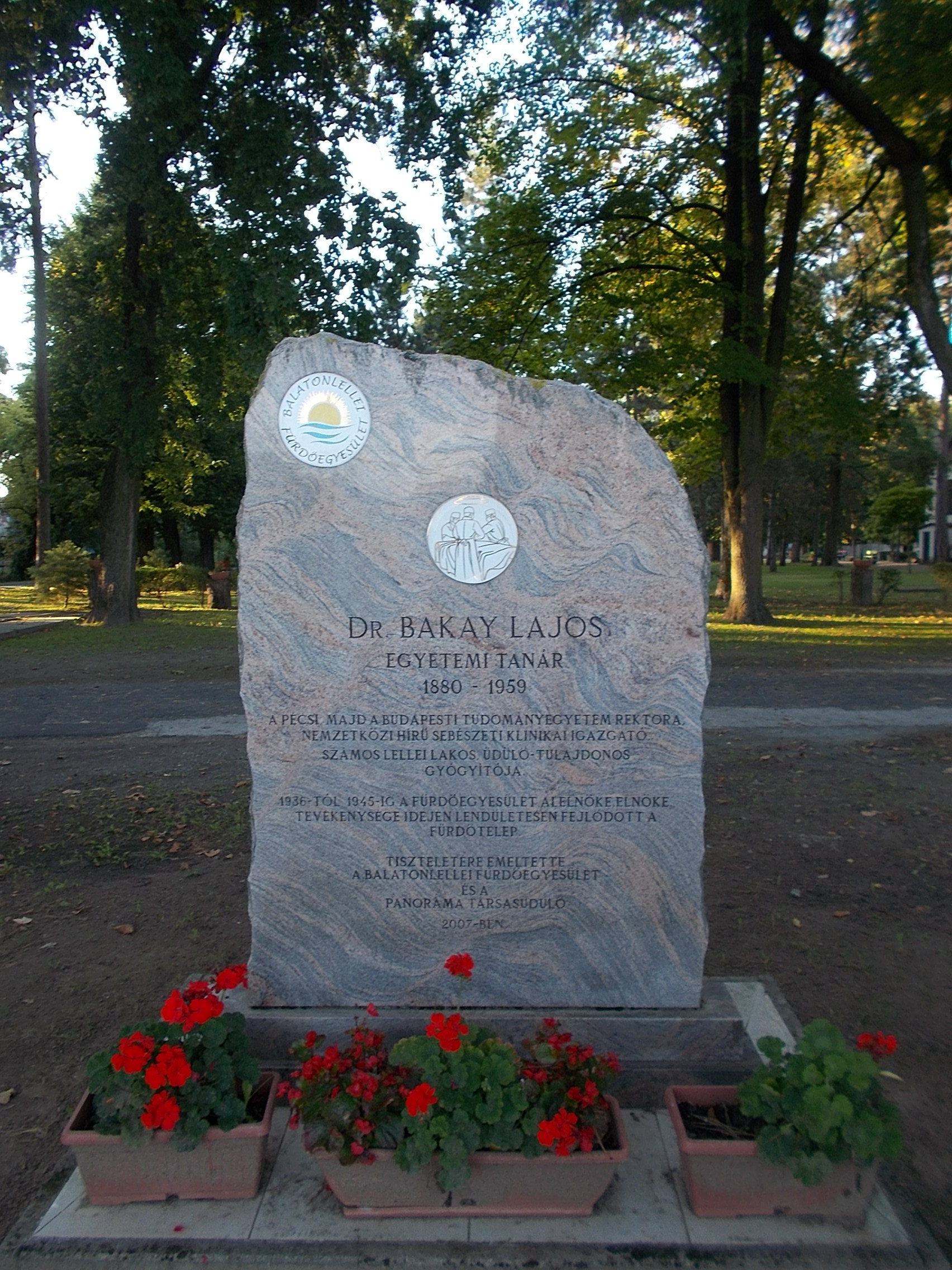
Muskátlisládák a Dr. Bakay Lajos-emlékkőnél, (2007) amelyet a Balatonlellei Fürdőegyesület és Panoráma Társasüdülő állított.

Bakay Lajos (Hódmezővásárhely, 1880. június 5. – Budapest, 1959. november 26.) sebészorvos, egyetemi tanár, Bakay György testvére.

## Élete
Bakay Lajos (1845–1905) orvos és Endrey Melánia (1860–1882) fiaként született. Anyai nagybátyja Endrey Gyula (1856–1913) jogász, országgyűlési képviselő.
A Hódmezővásárhelyi Református Főgimnáziumban érettségizett (1898). A Budapesti Tudományegyetem Orvostudományi Karára járt, majd 1903–1904-ben mint tanársegéd működött az I. sz. Anatómiai Intézetben Lenhossék Mihály mellett. Ezután 1908-ig a Dollinger Gyula által vezetett I. sz. Sebészeti Klinika munkatársa volt. 1912-től magántanárként tevékenykedett. A Fehér Kereszt Gyermekkórház sebész főorvosa volt, majd 1918-tól a pozsonyi, később pedig a pécsi Erzsébet Tudományegyetem sebészeti tanszékén oktatott. Az első világháború idején frontszolgálatot teljesített. 1926 és 1946 között a budapesti Pázmány Péter Tudományegyetemen volt tanár, valamint a II. számú Sebészeti Klinikát igazgatta. Betöltötte 1925–26-ban a pécsi, majd 1942–43-ban a budapesti egyetem rektori tisztét. Az 1950-es évektől sebészkonziliárius volt a fővárosi kórházaknál, egyúttal ő végezte a klinikopatológiai anyag kiértékelését. 1939-től tagja volt a Felsőháznak, majd elnöke az Országos Orvosi Kamarának egészen annak feloszlatásáig. Tudományos munkássága kiterjedt a nyelőcsőszűkületek plasztikai megoldására, a csonttuberkulózis gyógyítására, valamint csontsérülésekre és a vegetatív idegrendszer sebészetére. Ilyen témájú publikációit magyar és külföldi szaklapok egyaránt közölték. Halálát érelmeszesedés okozta.
1934-ben Kaczvinszky János-plakettet kapott.
A Farkasréti temetőben nyugszik.

## Művei
Irodalmi működése a sebészet minden ágára kiterjedt:
- A gáttáj sérveiről (1906)
- Csontüregek pótlásáról (1910)
- Érvarratról, érátültetésről (1911)
- Gümős csigolyagyulladás után támadt tályogok szerepe (1911)
- Sérülés utáni koponyaüregbeli vérzésekről (Budapest, 1913)
- Prothetikai kérdésekről (1924)
- A nyelőcső pótlásáról (1924)
- A bárzsingrákról (1925)
- A duodenum passage zavarairól (1925)

## Díjai, elismerései
- Herczel Manó-díj (1925)
- Corvin-koszorú (1930)
- Tóth Lajos-emlékérem (1943)
- Hőgyes Endre-érem (1944)
- A Magyar Érdemrend középkeresztje (1938)